# 2hollis
Hollis Frazier-Herndon, né le 5 janvier 2004 à Chicago (Illinois), connu professionnellement sous le nom de 2hollis, est un rappeur et producteur américain. Il s'est d'abord fait remarquer grâce à son album White Tiger, sorti en 2022. Sa chanson vedette de 2023 a été incluse dans la bande originale d'EA Sports FC 24. Il a gagné encore plus de popularité en 2024, après la sortie de singles tels que Crush 2 et Trauma et la sortie ultérieure de son troisième album studio, Boy. Il est associé à des autres rappeurs du style cloudrap, tels que Bladee et Ecco2k.
En 2024, il a été annoncé qu'il se produirait en première partie de la tournée 2024 de Ken Carson, The Chaos Tour. Postérieurement au Chaos Tour, Hollis a annoncé la première partie de sa première tournée nord-américaine, qui commença le 23 octobre 2024 à la ville de New York pour finir le 5 novembre de la même année à San Francisco, totalisant 9 concerts dans 9 villes différentes.
Début 2025, Hollis reprend avec la deuxième partie de la même tournée en se produisant d'avantage à travers l'est des États-Unis tout en passant à Toronto et Montréal au Canada. 

## Biographie
Frazier-Herndon est né à Chicago dans l'Illinois, et y a grandi avant de déménager à Los Angeles en Californie, à l'âge de 10 ans. Il est le fils du musicien John Herndon, également connu sous le nom de A Grape Dope, et de la cofondatrice d'OWSLA et manager de Skrillex, Kathryn Frazier,. Hollis a commencé sa carrière musicale en faisant une apparition en arrière-plan d'un clip vidéo de Skrillex en 2011, commençant à produire de la musique sous le pseudonyme « Drippysoup »  en 2018.